# إبراهيم تقيبور
إبراهيم تاغيبور (بالفارسية: ابراهیم تقی‌پور) (مواليد 23 سبتمبر 1976 في تبريز) لاعب كرة قدم إيراني دولي يجيد اللعب في مركز الدفاع . يلعب حاليا لصالح نادي نسيج مازانداران الإيراني منذ سنة 2009 .

## روابط خارجية
- إبراهيم تقيبور على موقع قاعدة بيانات كرة القدم.إي يو (الإنجليزية)
- إبراهيم تقيبور على موقع ناشيونال فوتبول تيمز (الإنجليزية)